# Sylvia borin
La curruca mosquitera (Sylvia borin) es una especie de ave paseriforme de la familia Sylviidae.

## Descripción
Esta pequeña ave presenta una longitud de 14 cm, una envergadura de 22 cm y un peso de unos 16 o 20 g. El diámetro del iris, de color castaño, ronda los 3,5 mm.
En cuanto al plumaje, se describe de un color apagado y en conjunto nada vistoso. Tanto macho como hembra presentan tonos pardos grisáceos en las partes superiores, y más blancuzcos en las inferiores. Pecho y flancos de un color levemente amarillento.

## Hábitat
La curruca mosquitera habita tanto en bosques caducifolios como mixtos, lugares donde puede encontrar sotobosque, maleza, setos o matorral donde desarrollarse. Pueden localizarse en plantaciones frutales, incluso en jardines, y con gran frecuencia en cañaverales. Cualquier espacio arbolado con abundante vegetación arbustiva, es óptimo para esta curruca. 

## Dieta
Es insectívora, por lo que se alimenta principalmente de insectos. No obstante, también ingiere bayas, como pueden ser las zarzamoras, e incluso frutas como los higos.

## Distribución
- Mundial: Estival. Se distribuye ampliamente por Europa, a excepción de Siberia, Islandia, Escandinavia e islas británicas.
- España: Nidificante, y ave migratoria. Se distribuye permanentemente sobre todo por el norte del país, pero también se halla localizada en otros puntos de la península ibérica, estando presente en algunos puntos de la parte sur. Esta curruca cría en el País Vasco, Navarra, Aragón, La Rioja, Castilla y León, Principado de Asturias y Cataluña, donde está bien distribuida, no obstante, aunque más dispersa, también nidifica en Galicia, Comunidad Valenciana, Andalucía occidental (Huelva y Sevilla) y aisladamente en puntos de Castilla-La Mancha, Extremadura y Andalucía oriental. En los archipiélagos se limita a ser un ave de paso.

## Nidificación

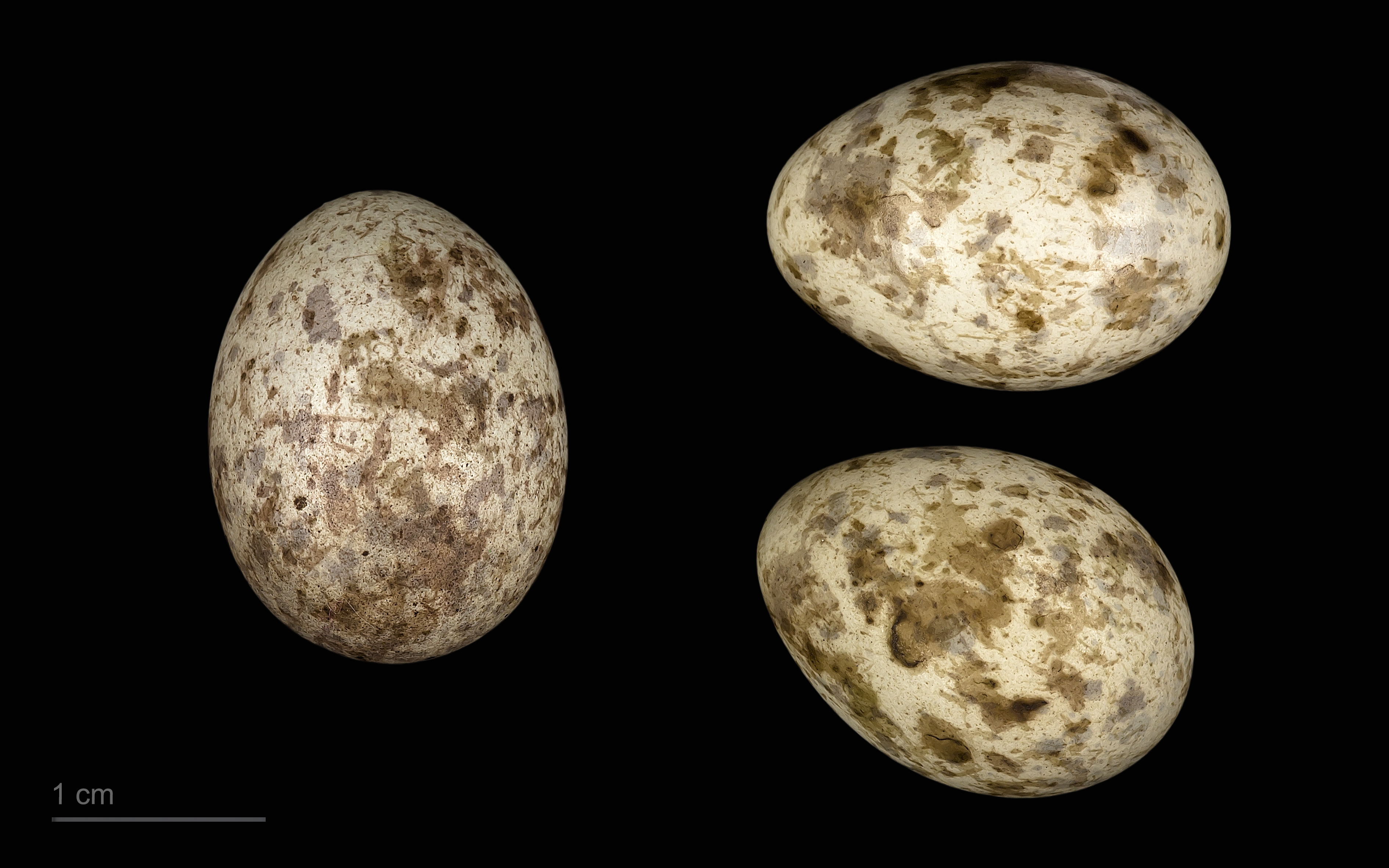
Cuculus canorus canorus en un nido de Sylvia borin borin - MHNT

La curruca mosquitera fabrica su nido generalmente a muy poca altura del suelo, pues ni siquiera suele superar los 40 cm, pudiendo encontrarse a 10 cm, y como altura máxima a un metro y medio del mismo. El nido, relativamente ligero, es construido y ocultado por macho y hembra entre hierbas o ramas. Las puestas son de unos 4 o 5 huevos, los cuales serán incubados por ambos adultos durante 11 o 14 días. Los jóvenes abandonan su nido precozmente, pues lo hacen incluso antes de saber volar.

## Voz
Su voz de reclamo se antoja como un "tac" penetrante. Presenta canto melodioso, trino extenso y agradable, producido generalmente a cubierto bajo la espesura. 